# أولسبرغ
السبرغ ألمانيا (بالألمانية: Olsberg, Germany) هي بلدة ألمانية تقع في ألمانيا في Hochsauerlandkreis. يقدر عدد سكانها بـ 15,281 نسمة .

## المدن التوأمة
مدن Olsberg ويون اشتات هي مدن توأمة لـالسبرغ ألمانيا.

## أعلام
- فولفغانغ باول
- برنهارد بوش